# Kleszczów (Bełchatów)
Pour les articles homonymes, voir Kleszczów.
Kleszczów (prononciation [ˈklɛʂt͡ʂuf]) est un village de la gmina de Kleszczów, du powiat de Bełchatów, dans la voïvodie de Łódź, situé dans le centre de la Pologne.
Il est le siège administratif (chef-lieu) de la gmina appelée gmina de Kleszczów.
Kleszczów se situe à environ 17 kilomètres au sud de Bełchatów (siège du powiat) et 64 kilomètres au sud de Łódź (capitale de la voïvodie).
Sa population s'élève approximativement à 2 000 habitants.

## Administration
De 1975 à 1998, le village était attaché administrativement à l'ancienne voïvodie de Piotrków.

Depuis 1999, il fait partie de la nouvelle voïvodie de Łódź.